# Eugène Brunclair
Eugène Brunclair, né le 27 mai 1832 à Angers où il est mort le 12 mars 1918, est un peintre français.

## Biographie
Eugène Brunclair est le fils de Pierre Brunclair, imprimeur en caractères, et d'Anne Rouault.
Élève de François Édouard Picot et Jules Dauban, il débute au Salon parisien en 1882.
Il devient professeur à l'École régionale des beaux-arts, puis conservateur du musée des Beaux-Arts d'Angers.
Il meurt à l'âge de 85 ans. Il est inhumé au cimetière de l'Est (Angers).